# Rivière Grande Anse
La rivière Grande Anse est un cours d'eau situé sur l'île de Basse-Terre en Guadeloupe prenant source dans le parc national de la Guadeloupe et se jetant dans la mer des Caraïbes.

## Géographie
Longue de 8,9 km, la rivière Grande Anse prend sa source à 1 100 mètres d'altitude dans le massif du volcan de la Soufrière, sous le lac Flammarion. Elle constitue la limite entre la commune de Trois-Rivières et celle de Gourbeyre puis avec celle de Vieux-Fort. Elle se jette dans le canal des Saintes de l'océan Atlantique près du lieu-dit Delgrès à la pointe de la Grande Anse.